# Depressió tropical catorze (1987)
La depressió tropical catorze fou l'última depressió tropical semiactiva de la temporada d'huracans a l'Atlàntic del 1987 i fou la tercera tempesta més destructiva d'aquell any. La depressió es formà el 31 d'octubre de 1987 al mar del Carib i es desplaçà, en direcció nord, des del sud del Golf de Mèxic fins a Florida on va ser absorbida el 4 de novembre del mateix any. El trajecte i els danys materials foren similars als de l'Huracà Floyd de principis del mes d'octubre. La depressió prengué vents de fins a 55 km/h (35 mph), assolits el primer de novembre amb una pressió atmosfèrica mínima de 1004 hPa (29,65 inHg). Tanmateix, algunes lectures baromètriques han considera que la depressió hauria pogut esdevenir tempesta tropical.
La depressió al llarg del temps que estigué activa afectà a diverses ciutats i localitats de Jamaica i Cuba, ensems provocà aiguats significatius al sud de Florida. Jamaica va ser l'àrea més colpejada per la depressió, produint fins a sis víctimes mortals i causant al voltant de $1,802 milions (1987 USD, $3 milions 2009 USD) en danys. La depressió causà inundacions que anegaren pobles, camins i ponts i provocaren dotzenes d'esllavissades a tota l'illa. Es desbordaren diversos rius de l'illa com el Riu Minho i Riu Dogna. Els danys causats per la depressió tropical eren comparables amb els d'una inundació prèvia del juny de 1986.